# Álex Rins
Álex Rins Navarro (Barcelona, 8 de dezembro de 1995) é um motociclista espanhol, atualmente compete na MotoGP pela Monster Energy Yamaha MotoGP. 

## Carreira
Rins fez sua estreia na Moto3 em 2012.

## 2017
Em 2017, fez sua estreia na Moto GP pela Suzuki MotoGP, na terceira etapa no GP de Houston, sofreu um acidente que o fez parar por 6 semanas.

## 2019
No dia 14 de Abril de 2019 teve a sua primeira vitória no MotoGP no Circuito das Américas. 